# Лошинь
Ло́шинь (хорв. Lošinj pronounced [lɔ̌ʃiːɲ]; італ. Lussino; вен. Lusin, раніше Osero; нім. Lötzing; лат. Apsorrus; дав.-гр. Ἄψωρος) — острів в Адріатичному морі, в північній частині Хорватії, в затоці Кварнер.

## Загальні відомості
Площа острова — 74,68 км², довжина — 33 км, ширина — від 200 метрів до 5 кілометрів. Довжина берегової лінії — 112,2 км. Острів сильно витягнутий з півночі на південь. Найвища вершина — г. Телеврін (589 м).
Населення острова — 7 771 чоловік (2001). Найбільші населені пункти — Малі-Лошинь, Велі-Лошинь, Нерезіне, Светі-Яков, Чунскі і Артатурі.
Лошинь розташований в південній частині затоки Кварнер. На південь від нього розташовані острови середньої Далмації, від яких він відділений протокою Кварнерска врата, на схід — острів Паг, на захід острови Уніє і Сусак. На півночі знаходиться острів Црес, від якого Лошинь відділений вузькою (11 метрів), штучно поглибленою протокою. Через протоку автомобільний міст веде в м. Осор на Цресі.
Місто Малі-Лошинь зв'язане поромними переправами з Пулою і Рієкою. В південній частині Лошиня знаходиться аеропорт.

## Природа
Північна частина острова гориста і вкрита досить бідною рослинністю, південна частина більш рівнинна і родюча, з великою кількістю соснових лісів . Розповсюджені також мірти, дуби, в'язи, лаври.

## Історія
Як і інші адріатичні острови, Лошинь населений з древніх часів. Римляни називали його Апсоррус, залишки римських поселень були відкриті неподалік від Светі Якова і Чунскі.
Назва Лошинь вперше згадана в 1384 р. В цей час землі на Лошині належали знаті із м. Осор на Цресі. Протягом XV—XVI ст. , одночасно із занепадом Осора росло значення міст Велі-Лошинь і Малі-Лошинь.
В XVIII і XIX ст. торгівля і суднобудування на острові переживали розквіт. Після наполеонівських воєн Лошинь був у складі Австрійської імперії, а в проміжку між двома світовими війнами належав Італії разом із Істрією і Цресом.
В 1945 р. ввійшов в склад Югославії, що викликало масовий виїзд із острова італійського населення, з 1991 острів Лошинь — частина незалежної Хорватії.